# Camlet Way
La Camlet Way fu una strada romana dell'antica provincia della Britannia, che, correndo in direzione est-ovest, collegava Camulodunum (Colchester, Essex) e Calleva Atrebatum (Silchester, Hampshire), passando per Verulamium (St Albans).
La Camlet Way attraversava il fiume Tamigi su un ponte tra Hedsor Wharf e Cookham, a Sashes Island, nel Berkshire.